# Collada de Bracons
La collada de Bracons és un port de muntanya situat entre els municipis de Sant Pere de Torelló a Osona i La Vall d'en Bas, a la Garrotxa, a 1.132 m. d'altitud. És partió d'aigües entre les conques del Ter i el Fluvià.

## Carreteres
La collada marca el final de les carreteres BV-5224 que arriba a Manlleu per Sant Pere de Torelló i GIV-5273, que cap al nord-est connecta amb la C-152 passant per Joanetes.

## Camins
El coll marca l'inici d'una de les possibles ascensions al cim del Puigsacalm.